# Nigerianisch-portugiesische Beziehungen
Die nigerianisch-portugiesischen Beziehungen beschreiben das zwischenstaatliche Verhältnis von Nigeria und Portugal. Die Länder unterhalten seit 1975 direkte diplomatische Beziehungen.
Ende des 15. Jahrhunderts waren Portugiesen die ersten Europäer im heutigen Nigeria. Es entwickelte sich ein Handel und eine entsprechende Präsenz von Portugiesen. Der portugiesisch-brasilianische Einfluss nahm mit der schwindenden Präsenz spätestens ab Mitte des 19. Jahrhunderts ab, hinterließ allerdings kulturelle Spuren.
Im Jahr 2015 waren 408 Staatsbürger Nigerias in Portugal gemeldet, während 66 Portugiesen im Jahr 2014 konsularisch in Nigeria gemeldet waren.

## Geschichte

Karte Westafrikas um 1625

Als erster Europäer erreichte 1472 der portugiesische Seefahrer Rui de Sequeira den Ort Eko, das heutige Lagos. Die Portugiesen waren insbesondere an Werken aus Bronze, Elfenbein, Holz und Terrakotta interessiert. Der politisch bedeutendste Staat der Region war das Königreich Benin. Zwischen Benin und Portugal entwickelten sich danach politische, diplomatische und Handelsbeziehungen. Sie waren die bedeutendsten in der Region zwischen Volta und Niger, die danach als Sklavenküste bekannt wurde, und in der Portugal entsprechende Aktivitäten entwickelte.
Wichtigstes Handelsgut wurden somit Sklaven, die das Königreich Benin in seinen Kriegen erbeutete und an die Portugiesen verkaufte, die sie dann an ihr 1482 gegründetes Fort São Jorge da Mina an der Portugiesischen Goldküste (heute Ghana) brachten und von dort vor allem gegen Gold weiter eintauschten.
Aus diesen Kontakten entwickelte sich im 16. Jahrhundert ein Dreieckshandel zwischen Portugal, Afrika und Brasilien, der mit zunehmender Konkurrenz durch Niederländer, Franzosen und Engländer in einen direkten Handel zwischen der Küste Brasiliens und der Bucht von Benin überging. Insbesondere mit der Flucht des portugiesischen Königshauses nach Brasilien und der Einrichtung der Hauptstadt des Portugiesischen Weltreichs in Rio de Janeiro Anfang des 19. Jahrhunderts bestand eine direkte Beziehung zwischen Brasilien und Afrika. Vor allem der französische Ethnologe Pierre Fatumbi Verger untersuchte diese Beziehung und dabei besonders die Verschiebung von Menschen zwischen der Sklavenküste und Brasilien, sowohl im Handel von der Sklavenküste in Richtung Brasilien, als auch in der Rückkehr vieler ehemaliger Sklaven dorthin nach der Abschaffung der Sklaverei in Brasilien 1888.

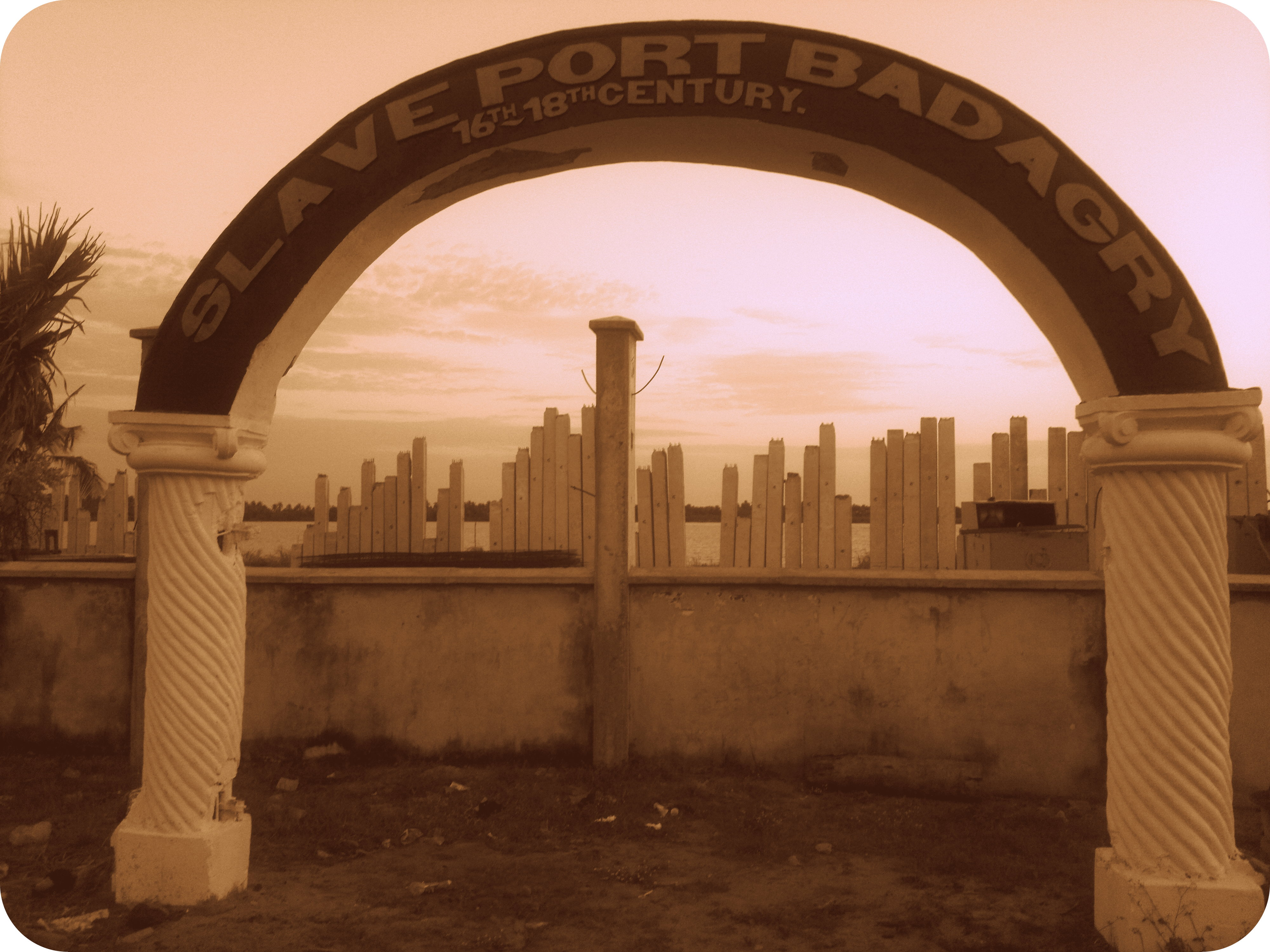
Eingangstor zum Sklavenhafen von Badagry, der vom 16. bis 18. Jahrhundert bestand

Aus dieser Zeit stammen eine Reihe bestehender Familiennamen in der Region, u. a. da Silva, da Costa, da Rocha, de Souza, d’Almeida, dos Santos, Marinho und Martins. Auch einige Ortsbezeichnungen haben den Ursprung in dieser Zeit, darunter der Campos Square im Zentrum der Stadt Lagos, die ihrerseits nach dem portugiesischen Ort Lagos benannt wurde.
Die 1843 im heutigen Nigeria als Aina geborene Sara Forbes Bonetta wurde Patentochter der britischen Königin Victoria und starb 1880 auf der portugiesischen Insel Madeira, wo sie auf dem britischen Friedhof in Funchal begraben wurde.
Ab 1861 kam die Region zunehmend unter britische Kontrolle. Nigeria blieb eine britische Kolonie bis zur Unabhängigkeit des Landes 1960.
Zu Portugal entwickelte der junge Staat jedoch keine besonderen Beziehungen, bis zum Ende des kolonialen Estado-Novo-Regimes durch die linksgerichtete Nelkenrevolution in Portugal 1974. Die neue portugiesische Regierung beendete danach die Portugiesischen Kolonialkriege, entließ seine bisherigen Kolonien 1975 in die Unabhängigkeit und ordnete seine internationalen Beziehungen neu.
Am 30. Juni 1975 ging das nunmehr demokratische Portugal diplomatische Beziehungen zu Nigeria ein. Am 26. August 1976 akkreditierte sich João Uva de Matos Proença als erster portugiesischer Botschafter in der nigerianischen Hauptstadt Lagos.

## Diplomatie
Portugal unterhält eine eigene Botschaft in der nigerianischen Hauptstadt Abuja. Zu ihrem Amtsbezirk gehören auch die Länder Ghana, Kamerun und Liberia. Portugiesische Konsulate über die Botschaft hinaus bestehen in Nigeria nicht.
Die Botschaft Nigerias in der portugiesischen Hauptstadt Lissabon residiert in der Hausnummer 3 der Avenida Dom Vasco da Gama im Restelo-Viertel, Stadtteil Belém. Weitere nigerianische Konsulate bestehen in Portugal keine.

## Wirtschaft

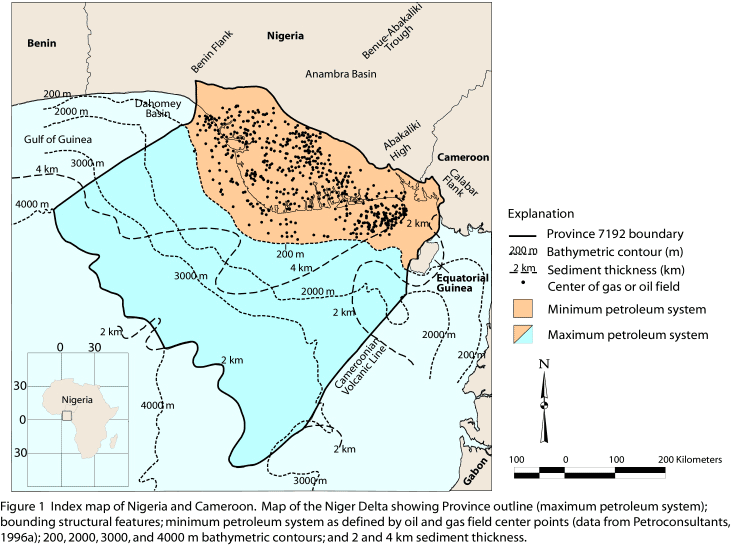
Ölförderung im Nigerdelta: Treibstoff war bis 2015 das bedeutendste Exportgut Nigerias nach Portugal

Die portugiesische Außenhandelskammer AICEP unterhält ein Büro an der Botschaft Portugals in der nigerianischen Hauptstadt Abuja.
Dominierten im bilateralen Handel lange Zeit die portugiesischen Treibstoffimporte aus Nigeria, so fielen diese Importe zuletzt weitgehend weg, und das bilaterale Handelsvolumen nahm in der Folge ab.
Im Jahr 2016 exportierte Portugal Waren im Wert von 27,7 Millionen Euro nach Nigeria (2015: 43,7 Millionen.; 2014: 38,5 Millionen; 2013: 61,4 Millionen; 2012: 89,2 Millionen), davon 18,3 Prozent landwirtschaftliche Erzeugnisse (besonders Malz), 13,0 Prozent Metallwaren, 9,2 Prozent Maschinen und Geräte, 8,3 Prozent Textilien und 6,8 Prozent Papier und Zellulose.
Im gleichen Zeitraum lieferte Nigeria Waren im Wert von 9,4 Millionen Euro an Portugal (2015: 104,2 Millionen; 2014: 541,7 Millionen; 2013: 747,5 Millionen; 2012: 925,8 Millionen), davon 32,3 Prozent Holz (besonders Holzkohle), 18,2 Prozent Textile Stoffe (besonders Baumwollfäden), 16,3 Prozent Leder und Häute, 14,6 Prozent Lebensmittel und 6,0 Prozent Kunststoffe. Bis 2015 war Treibstoff der Hauptexportartikel Nigerias.
Im Jahr 2015 stand Nigeria für den portugiesischen Außenhandel an 69. Stelle als Abnehmer und an 98. Stelle als Lieferant, während es im Jahr 2011 noch die 42. Stelle der Abnehmer und die 12. Stelle der Lieferländer belegte.
Portugal stand 2015 im nigerianischen Außenhandel an 21. Stelle unter den Abnehmern und an 53. Stelle unter den Lieferanten, im Jahr 2011 war es noch Nigerias 12. größter Abnehmer und 39. größter Lieferant.

## Kultur und Sprache
Das portugiesische Kulturinstitut Instituto Camões ist in Nigeria mit einem Lektorat im Rahmen eines Kooperationsabkommens mit der Westafrikanischen Wirtschaftsgemeinschaft (CEDEAO) vertreten.
In Nigeria finden sich einige Spuren aus der Zeit portugiesisch-brasilianischer Anwesenheit vom späten 15. bis ins 19. Jahrhundert.
Architektonisch ist das Brazilian quarter in Lagos zu nennen, und in Badagry findet man die erste katholische Kirche und das erste Herrenhaus (port. Sobrado) in Nigeria, von Portugiesen im 16. Jahrhundert errichtet.
Auch linguistisches Erbe ist in der Region zu finden. Dazu zählen Begriffe wie alugudon (von port. algodão für Baumwolle), seda (port. für Seide), tabaco (port. für Tabak), gaflu (von port. garfo für Gabel), kopu (von port. copo für Trinkglas), subu (von port. chumbo für Blei), sapatre (von port. sapato für Schuh), arrozo (von port. arroz für Reis) u. v. m. Daraus lässt sich zudem auf einen portugiesischen Einfluss auf die lokale Alltagskultur schließen.

## Sport

### Fußball
Die nigerianische Fußballnationalmannschaft und die portugiesische Nationalelf sind bisher noch nicht gegeneinander angetreten. Auch die Frauen-Nationalmannschaft Nigerias und die Frauenauswahl Portugals spielten noch nicht gegeneinander (Stand Mai 2017).

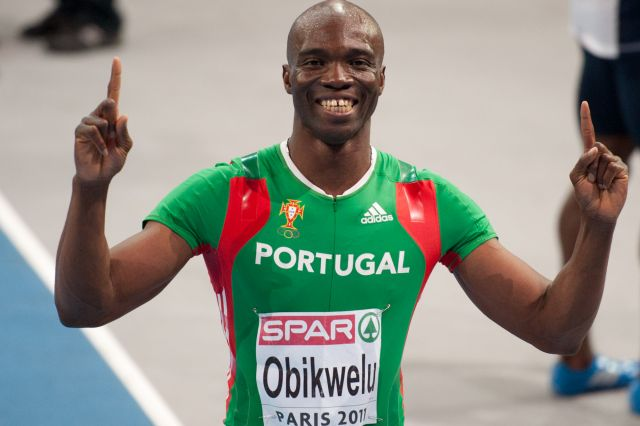
Francis Obikwelu bei den Leichtathletik-Halleneuropameisterschaften 2011 in Paris

Nigerianische Fußballspieler treten auch immer wieder für portugiesische Vereine an, darunter auch Nationalspieler wie Emmanuel Amuneke, Kevin Amuneke, Elderson Echiéjilé, Joseph Enakarhire, Christian Obodo, Oghenekaro Etebo, Charles Atshimene, Peter Suswam, Rashidi Yekini, Garba Lawal, Simeon Nwankwo, John Ogu, Uche Okafor, Uche Nwofor, Reuben Gabriel oder Nationaltorwart Peter Rufai, der in den 1990er Jahren beim SC Farense an der Algarve unter Vertrag stand. Nationalspieler Bruno Onyemaechi begann seine Profi-Laufbahn beim portugiesischen CD Feirense und blieb danach in Portugal, bis er 2025 von Boavista Porto nach Griechenland wechselte.
Jungnationalspieler Charles Atshimene spielt seit 2021 beim CD Feirense und Jungnationalspieler Zaidu Sanusi kam als 19-Jähriger nach Portugal, wo er für verschiedene Vereine spielte und seit 2020 für den FC Porto antritt. Auch James Igbekeme, Ibrahim Tomiwa und Evans Aneni begannen ihre Karrieren als Jugendliche in Portugal und spielten danach bei mehreren portugiesischen Vereinen.
Fußballspielerinnen aus Nigeria spielen ebenfalls gelegentlich in Portugal, darunter Nationalspielerinnen wie Christy Ucheibe (seit 2020 bei Benfica Lissabon) oder Peace Efih (seit 2022 bei Sporting Braga).

### Leichtathletik
Der nigerianische Sportler Francis Obikwelu kam bereits als junger Leichtathlet nach Lissabon und startete später für Portugal. Er errang eine Reihe internationaler Erfolge für seine neue Heimat, darunter eine Silbermedaille im 100-Meter-Lauf bei den Olympischen Sommerspielen 2004 in Athen.
Die Nigerianerin Mercy Nku lebte eine Zeit in Portugal, wo sie u. a. 2001 in Espinho ihre persönliche Bestleistung über 200 Meter erreichte und Francis Obikwelu am Anfang seiner Karriere dort unterstützte.